# Roberta (1935)
Roberta is een Amerikaanse muziekfilm uit 1935 onder regie van William A. Seiter. De film is gebaseerd op een Broadway musical uit 1933. De musical bevat de befaamde liedjes Yesterdays, Smoke Gets in Your Eyes, You're Devastating en The Touch of Your Hand. De filmversie verwijderde de liedjes The Touch of Your Hand en You're Devastating, maar voegde wel de liedjes I Won't Dance en Lovely to Look At toe. Deze werden na de première een enorm succes.
Metro-Goldwyn-Mayer bracht in 1952 een nieuwe versie uit, onder de titel Lovely to Look At. Ook werd het in 1969 gepresenteerd door Bob Hope op NBC.

## Verhaal
Huck Haines en John Kent reizen naar Parijs met hun band, maar door een misverstand komen ze niet aan de bak. John zoekt hulp bij zijn tante, die hem doorverwijst naar haar modezaak. Daar wordt hij verliefd op assistente Stephanie. Ondertussen ontmoet hij een Poolse gravin, die de band weet te helpen.

## Rolverdeling
| Acteur         | Personage              |
| -------------- | ---------------------- |
| Fred Astaire   | Huckleberry Haines     |
| Irene Dunne    | Stephanie              |
| Ginger Rogers  | Comtesse Scharwenka    |
| Randolph Scott | John Kent              |
| Helen Westley  | Roberta / Tante Minnie |